# Алешня (приток Куньи)
Алешня — река в России, протекает по Новгородской области, Тверской области. Река вытекает из озера Лобзы в Торопецком Районе Тверской области. Устье реки находится у деревни Орлово Холмского района Новгородской области в 13 км по правому берегу реки Кунья. Длина реки составляет 34 км. Площадь водосборного бассейна — 124 км². Высота истока — 127,2 м над уровнем моря.
В Тверской области на реке находятся деревня Снопово Плоскошского сельского поселения.
В Новгородской области на реке находится деревня Сотово Морховского сельского поселения. Недалеко от устья расположена деревня Алешня того же поселения.

## Данные водного реестра
По данным государственного водного реестра России относится к Балтийскому бассейновому округу, водохозяйственный участок реки — Ловать и Пола, речной подбассейн реки — Волхов. Относится к речному бассейну реки Нева (включая бассейны рек Онежского и Ладожского озера).
Код объекта в государственном водном реестре — 01040200312102000023476.